# Pomnik ku czci Chińczyków z Tian’anmen
Pomnik ku czci Chińczyków z Tian’anmen (Pomnik ku czci Chińczyków z Tien-An-Men, Pomnik ofiar pacyfikacji na placu Tiananmen) – pomnik we Wrocławiu przy ulicy Oławskiej autorstwa Marka Stanielewicza upamiętniający Chińczyków z placu Tian’anmen, na którym w 1989 roku doszło do manifestacji i protestów chińskich studentów. 4 czerwca 1989 na plac wkroczyła chińska armia. Użyto czołgów i broni maszynowej. Według oficjalnych informacji, zginęło 241 osób, a około 7 tysięcy zostało rannych; niektóre źródła mówią o kilku tysiącach zabitych. Obecny pomnik stanowi replikę zniszczonego w 1989 roku pomnika autorstwa Igora Wójcika, Roberta Jezierskiego i Joanny Czarneckiej. Powstał podczas manifestacji grupy opozycjonistów przeprowadzonej w tym miejscu w czerwcu 1989 roku, po wydarzeniach w Chinach. Przybrała ona formę miasteczka namiotowego nazwanego Obozem Żywego Protestu. Na zakończenie manifestacji odsłonięto poprzedni pomnik. Następnego dnia został on usunięty przez „nieznanych sprawców”.
Pomnik ma formę płyty z brukiem, na której leży przewrócony rower, przez bruk prowadzi wyraźny ślad po gąsienicy czołgowej, a rower wciśnięty jest w bruk.
Pomnik znajduje się pod opieką Zarządu Dróg i Utrzymania Miasta.